# Jaume Coll Conesa
Jaume Coll Conesa (Palma de Mallorca 1958) es un historiador, arqueólogo y ceramista español.
 Director de la Asociación Española de Ceramología, fue nombrado director del Museo Nacional de Cerámica y de las Artes Suntuarias González Martí en 1998.
Licenciado por la Universidad de Barcelona y Doctor en Filosofía y Letras con Premio Extaordinario, por la Universidad de las Islas Baleares. Además de su labor en el Museo González Martí y en el consejo fundacional de la Asociación Española de Ceramología, Coll es Secretario de la Sección de Arte y Diseño de la Sociedad Española de Cerámica y Vidrio. 
También ha trabajado como comisario en exposiciones como “Cerámica y Cambio Cultural” (Valencia, 1988), “El azul en la loza de la Valencia medieval” (Madrid, 1995), “Mallorca y el Comercio de la Cerá- mica” (Palma de Mallorca, 1998), “El azulejo en el Museo: su conservación, restauración y montaje expositivo” (Valencia, 2002), “50 años (1954-2004), Museo Nacional de Cerámica en el Palacio de Dos Aguas” (Valencia, 2004), “Azulejeria valenciana: cores para arquitectura” (Lisboa, 2005), “Tile Design in Valencia” (Nueva York, 2006; Dallas, 2007) e “Imatges del Cavaller” (2008).
Ha publicado una serie de artículos, libros y obra conjunta dedicados a diversos aspectos de la alfarería y la cerámica, entre los que podrían destacarse su labor coordinadora en el Manual de cerámica medieval y moderna (2011), y la monografía sobre La producción cerámica de lujo en la Baja Edad Media: Manises y Paterna (2006).